# (1074) Beljawskya
(1074) Beljawskya ist ein Asteroid des Hauptgürtels, der am 26. Januar 1925 vom russischen Astronomen Sergei Iwanowitsch Beljawski am Krim-Observatorium in Simejis entdeckt wurde.
Benannt ist der Asteroid nach seinem Entdecker.